# Lijst van premiers van Curaçao
De minister-president van Curaçao is de voorzitter van de ministerraad van Curaçao. Het ambt bestaat sinds 10 oktober 2010 toen Curaçao, na de opheffing van de Nederlandse Antillen, een autonoom land werd binnen het Koninkrijk der Nederlanden.
| Nr. | Naam               | Kabinet                                | Periode                                             | Partij                         | Bijzonderheden  |
| --- | ------------------ | -------------------------------------- | --------------------------------------------------- | ------------------------------ | --------------- |
| 1   | Gerrit Schotte     | kabinet-Schotte                        | 10-10-2010 t/m 29-09-2012                           | Movementu Futuro Kòrsou (MFK)  |                 |
| 2   | Stanley Betrian    | kabinet-Betrian                        | 29-09-2012 t/m 31-12-2012                           | onafhankelijk                  | Interim-kabinet |
| 3   | Daniel Hodge       | kabinet-Hodge                          | 31-12-2012 t/m 07-06-2013                           | onafhankelijk                  | Interim-kabinet |
| 4   | Ivar Asjes         | kabinet-Asjes                          | 07-06-2013 t/m 31-08-2015                           | Pueblo Soberano (PS)           |                 |
| 5   | Ben Whiteman       | kabinet-Whiteman I kabinet-Whiteman II | 31-08-2015 t/m 30-11-2015 30-11-2015 t/m 23-12-2016 | Pueblo Soberano (PS)           |                 |
| 6   | Hensley Koeiman    | kabinet-Koeiman                        | 23-12-2016 t/m 24-03-2017                           | Partido MAN                    |                 |
| 7   | Gilmar Pisas       | kabinet-Pisas I                        | 24-03-2017 t/m 29-05-2017                           | Movementu Futuro Kòrsou (MFK)  |                 |
| 8   | Eugene Rhuggenaath | kabinet-Rhuggenaath                    | 29-05-2017 t/m 14-06-2021                           | Partido Alternativa Real (PAR) |                 |
| 9   | Gilmar Pisas       | kabinet-Pisas II                       | 14-06-2021 - heden                                  | Movementu Futuro Kòrsou (MFK)  |                 |

Gerrit Schotte · 
Stanley Betrian · 
Daniel Hodge · 
Ivar Asjes · 
Ben Whiteman · 
Hensley Koeiman · 
Gilmar Pisas ·
Eugene Rhuggenaath ·
Gilmar Pisas